# 愛を綴る女
『愛を綴る女』（あいをつづるおんな、Mal de pierres）は2016年のフランス・ベルギーの恋愛映画。
監督はニコール・ガルシア、出演はマリオン・コティヤールとルイ・ガレルなど。
原作はイタリアの作家ミレーナ・アグスのベストセラー小説『祖母の手帖』。
運命の恋に一途に憧れる女性が最後にたどり着く真実の愛を描いている。
2016年5月に開催された第69回カンヌ国際映画祭のコンペティション部門に出品された。
第42回セザール賞では作品賞や監督賞、主演女優賞など計8部門にノミネートされたが、受賞はならなかった。

## ストーリー
1950年代の南仏の小さな村で暮らす美しい女性ガブリエルは、運命の恋に一途に憧れるあまり、片想いの恋に破れたことで騒動を起こしてしまう。
精神的に不安定なガブリエルの扱いに困った母アデルは、スペイン内戦から逃れて来た過去を持つ寡黙な季節労働者ジョゼがガブリエルに好意を抱いていることに気付くと、半ば強引にガブリエルをジョゼと結婚させる。ジョゼに対して「愛してないわ、絶対に愛さない」と告げるガブリエルに、ジョゼもまた「俺も愛してない」と答える。
ジョゼがアデルらの支援で始めた工務店は繁盛し、ガブリエルはジョゼの仕事を手伝うものの、ジョゼを夫として愛そうとはせず、娼婦のようにジョゼに金を払わせて関係を結ぶ。
そんな生活の中で妊娠したガブリエルは流産し、さらに腎臓結石と診断されたことでアルプスの療養施設で温泉療養をすることになる。
投げやりで治療にも積極的でないガブリエルだったが、インドシナの戦地で重い病を患ったために療養中の若い将校アンドレと出会うと、一目で恋に落ちる。
ガブリエルはアンドレこそが運命の相手と信じていたが、アンドレとは互いに惹かれ合いつつも友人以上の関係になれないまま、容体の悪化したアンドレはリヨンの病院に転院することになる。
再び投げやりとなったガブリエルだったが、ある日、アンドレが突然戻ってくる。
ガブリエルはアンドレと一線を超え、愛し合う恋人同士として生活を送るようになる。
しかし、体調が回復したことで退院することになったガブリエルは、アンドレの「会うための連絡を入れる」との言葉を信じ、迎えに来たジョゼとともに家に帰る。
ガブリエルは妊娠していた。ガブリエルはその事実をアンドレに告げぬまま手紙を送り続けるものの、一向に返事は来ず、とうとうこれまで送った手紙が全てまとめて返送されて来てしまう。
ガブリエルは男の子を出産する。ジョゼは全てを承知の上で自分の息子として愛情を注ぐ。ガブリエルは息子にアンドレの姿を重ねるようにピアノを習わせ、アンドレが好きだったチャイコフスキーのピアノ曲『舟歌』を弾かせようとする。
成長した息子はピアノの才能が認められ、リヨンで行われるコンテストに出場することになる。ジョゼと息子とともにリヨンにやって来たガブリエルは、アンドレの住む家が近くにあることに気づくと、家族を放ってアンドレの家に向かう。ところがアンドレの家にはかつてのアンドレの部下がおり、彼からガブリエルは驚くべき真実を知らされる。実はアンドレは療養施設から転院したその日にリヨンの病院で亡くなっており、療養施設には戻っていなかったのである。戸惑うガブリエルに、療養施設に見舞いに来た日のことを訊ねられたジョゼは、これまで語ることのなかった真実を語る。
ガブリエルを見舞いに来たジョゼはアンドレと偶然に出会って話をしていたのである。アンドレはジョゼがガブリエルの夫とは気づかなかったものの、ジョゼはガブリエルとアンドレが互いに惹かれ合っていることを知ってしまう。その夜、療養施設近くの宿に泊まっていたジョゼは眠れず、ガブリエルの部屋を訪れると、そこでガブリエルはジョゼであることを認識せぬまま抱かれる。
ガブリエルはかつてアンドレと撮った写真を確認する。2人で写っているはずの写真に写っていたのはガブリエル1人だった。アンドレとの生活は全てガブリエルの妄想だったのである。
ガブリエルはジョゼに「なぜ黙ってたの?」と尋ねる。ジョゼは「君に生きて欲しくて」と答える。
ガブリエルはジョゼとともに、ジョゼの生まれ故郷のスペインの村を訪れる。

## キャスト
- ガブリエル: マリオン・コティヤール - 運命の恋に憧れる女性。
- アンドレ・ソヴァージュ中尉: ルイ・ガレル - インドシナの戦地で重い病を患った若い将校。
- ジョゼ（ホセ）: アレックス・ブレンデミュール - スペイン人の季節労働者。
- アデル: ブリジット・ルアン（フランス語版） - ガブリエルの母親。
- ジャニーヌ: ヴィクトワール・デュボワ（フランス語版） - ガブリエルの妹。
- アゴスティーヌ: アロイーズ・ソヴァージュ - 療養施設のスタッフ。ガブリエルの友人に。

## 作品の評価

### 映画批評家によるレビュー
Rotten Tomatoesによれば、批評家の一致した見解は「『愛を綴る女』は印象的なビジュアルとマリオン・コティヤールの力強い演技に恵まれているが、弱々しいメロドラマに流れていってしまうストーリーにどちらも最終的には打ち負かされている。」であり、56件の評論のうち、高く評価しているのは32%にあたる18件で、平均点は10点満点中4.7点となっている。
Metacriticによれば、17件の評論のうち、高評価は3件、賛否混在は8件、低評価は6件で、平均点は100点満点中40点となっている。
アロシネによれば、フランスの30のメディアによる評価の平均は5点満点中3.5点である。

### 受賞歴
| 映画祭・賞       | 部門       | 候補                                                                           | 結果       |
| ---------------- | ---------- | ------------------------------------------------------------------------------ | ---------- |
| 第42回セザール賞 | 作品賞     |                                                                                | ノミネート |
| 第42回セザール賞 | 監督賞     | ニコール・ガルシア                                                             | ノミネート |
| 第42回セザール賞 | 主演女優賞 | マリオン・コティヤール                                                         | ノミネート |
| 第42回セザール賞 | 脚色賞     | ニコール・ガルシア ジャック・フィエスキ                                        | ノミネート |
| 第42回セザール賞 | 衣裳賞     | カトリーヌ・ルテリエ                                                           | ノミネート |
| 第42回セザール賞 | 撮影賞     | クリストフ・ボーカルヌ                                                         | ノミネート |
| 第42回セザール賞 | 編集賞     | シモン・ジャケ                                                                 | ノミネート |
| 第42回セザール賞 | 録音賞     | ジャン＝ピエール・デュレ シルヴァイン・マルブラン ジャン＝ピエール・ラフォルス | ノミネート |